# Porfirio Toledo
Porﬁrio Toledo (1922, Arecibo, Puerto Rico - 22 de mayo de 2008, San Juan (Puerto Rico)) es considerado el Padre de la canariedad en Puerto Rico y, por extensión, en América. Luchó para hermanar a boricuas y canarios debido a la gran cantidad de puertorriqueños que tienen ese origen. Así, elaboraba viajes entre Canarias y Puerto Rico, establecía el contacto entre familias canarias y puertorriqueñas que perdieron todo el contacto desde hace un siglo, entregaba libros como regalo a los ayuntamientos canarios, estudiaba la genealogía de las personas que se desplazaban con él en sus viajes desde Puerto Rico y les encendía el amor por Canarias.

## Biografía
Don Porﬁrio Toledo Toledo nació en 1922, en Arecibo, Puerto Rico. José Toledo García, el padre de don Porﬁrio, fue un colono canario originario de San Miguel de Abona, en Tenerife (Islas Canarias), que llegó a Puerto Rico a finales del siglo XIX, al pueblo de Hatillo. Su madre, al parecer, también era canaria. Su padre estableció un negocio en el que vendía, en  crédito, a los jíbaros y a los canarios las semillas y los alimentos que precisaban hasta que terminaba su cosecha. Y, a veces, se convertía en intermediario del comercio de dicha cosecha, dando a los campesinos el dinero que constituía la diferencia que había entre la deuda y el importe procedente de la venta. Don Porfirio se crio en Arecibo. Cuando era pequeño solía dedicarse al trabajo de su padre, atendiendo a muchos clientes, entre los que había muchos "isleños" (en este caso, canario e hijos de canarios). Llevaba las compras en un carro a las casas de toda la región. Ya de adulto, desarrolló un cáncer de garganta, pero consiguió curarse gracias a una medicina. Poco después, don Porﬁrio viajó con su esposa a las Islas Canarias reencontrándose con su familia de San Miguel de Abona. El matrimonio volvió varias veces más a dicho pueblo canario y decidieron organizar un viaje que posibilitara a otros puertorriqueños que fueran de ascendencia canaria encontrarse con familiares en esa tierra. Sin embargo, poco después, ella murió a causa de una grave enfermedad. Cuando estaba a punto de morir, pidió a don Porﬁrio que mantuviera los viajes entre Puerto Rico y Canarias para que más familias de ambos archipiélagos pudieran reencontrarse y él aceptó. Así, realizó cinco viajes desde Canarias a Puerto Rico en los cuales la gente que los acompañaba pudieron reencontrarse con sus familiares. En sus viajes cuidaba el más mínimo detalle para mejorar la estancia de los "isleños" de Puerto Rico en Canarias: Les conseguía un buen hotel con desayuno y cena baratos, conseguía buenos y baratos restaurantes, etc. Murió el 22 de mayo de 2008 en San Juan de Puerto Rico.

## Curiosidades
- Una vez, las autoridades ﬁscales puertorriqueñas hicieron una auditoría a Porﬁrio Toledo, porque descubrieron que estaba obteniendo grandes cantidades de dinero, el cual, además, no registraba en sus declaraciones ninguna ganancia personal. Por eso, el inspector se apareció en su casa de San Juan pidiéndole que le explicara el por qué de esos importantes desplazamiento de dinero que se realizaban en los últimos años en algunas cuentas bancarias. También le explicó que el ﬁsco sabía que había estado realizando viajes desde Puerto Rico a  Canarias, con grupos formados por cincuenta o más personas, y que la compra que había hecho de billetes de avión, la reserva en distintos hoteles y restaurantes, etc., le habrían dado algunos beneﬁcios económicos que no se indicaban en sus declaraciones de la renta. Sin embargo, Porﬁrio le dijo que esos viajes lo único que le daban eran pérdidas económicas. Le enseñó una contabilidad de todos sus viajes y le dijo que había prometido a su esposa en su lecho de muerte llevar a Canarias a todos los puertorriqueños de ascendencia canaria que conociera para que estos pudieran conocer la tierra de la que provenían sus antepasados. Muchas veces tuvo que ayudar con su propio dinero para pagar el pasaje en avión de las personas que se dirigían a Canarias para reencontrarse con sus familias.[1]